# گاتهام (فصل ۲)
فصل ۲ گاتهام فصل دوم سریال تلویزیونی آمریکایی گاتهام است که بر اساس شخصیتهای دی‌سی کامیکس از فرانچایز بتمن ساخته شده‌است، این سریال برروی شخصیتهای جیمز گوردون و بروس وین متمرکز شده‌است. این فصل توسط پریمرز هیل پروداکشنز، دی سی اینترنیمیت و وارنر برادرز تله‌ویژن تولید شده‌است، و برونو هلر، دنی کنن، جان استفنز و کن وودرف تهیه‌کنندگان اجرایی بودند.
خبر تولید این فصل در ژانویه ۲۰۱۵ پخش شد و هر بازیگری از فصل گذشته به استثناء ویکتوریا کارتاجینا به عنوان رنی مونتویا؛ اندرو استوارت-جونز به عنوان کریسپس آلن؛ جان دومن به عنوان کارمین فالکون؛ و جادا پینکت اسمیت به عنوان فیش مونی برگشتند، هرچند که دومن و پینکت اسمیت به عنوان بازیگران مهمان بازگشتند. از بازیگران اضافه شده به این فصل می‌توان به جیمز فرین به عنوان تئو گالاوان. جسیکا لوکاس به عنوان تبیثا گالاوان؛ و مایکل چکلیس به عنوان کاپیتان ناتانیل بارنز اشاره کرد. این فصل در دو نیمه پخش شد: ۱۱ قسمت اول از سپتامبر تا نوامبر ۲۰۱۵ پخش شد؛ و ۱۱ قسمت بعدی از ماه فوریه تا مه ۲۰۱۶ منتشر شد. دو نیمه این فصل دارای دو نام است. نیمه اول فصل تحت عنوان خیزش شرورها بود و نیمه دوم تحت عنوان خشم شرورها بود. فصل اول این سریال در تاریخ ۲۱ سپتامبر ۲۰۱۵ از شبکه فاکس شروع شد و در تاریخ ۲۳ مه ۲۰۱۶ به پایان رسید.

## پذیرش

### امتیازات
| قسمت | عنوان                           | انتشار          | امتیاز (۱۸–۴۹) | بینندگان (میلیون) | دی‌وی‌آر (۱۸–۴۹) | بینندگان دی‌وی‌آر (میلیون) | جمع (۱۸–۴۹) | تعداد بینندگان (میلیون) |
| ---- | ------------------------------- | --------------- | -------------- | ----------------- | -------------- | ------------------------ | ----------- | ----------------------- |
| 1    | «لعنت به شما …»                 | ۲۰۱۵ سپتامبر ۲۱ | ۱٫۶ / ۵        | ۴٫۵۷              | ۱٫۲            | ۲٫۹۲                     | ۲٫۸         | 7.49                    |
| 2    | «تق تق»                         | ۲۰۱۵ سپتامبر ۲۸ | ۱٫۶ / ۵        | ۴٫۶۵              | ۱٫۳            | ۲٫۹۰                     | ۲٫۹         | 7.54                    |
| 3    | «آخرین خنده»                    | ۲۰۱۵ اکتبر ۵    | ۱٫۵ / ۵        | ۴٫۳۳              | ۱٫۲            | ۲٫۷۸                     | ۲٫۷         | 7.11                    |
| 4    | «نیروی اعتصاب»                  | ۱۲ اکتبر ۲۰۱۵   | ۱٫۵ / ۵        | ۴٫۱۷              | ۱٫۳            | ۲٫۶۴                     | ۲٫۸         | 6.81                    |
| 5    | «تخریب»                         | ۲۰۱۵ اکتبر ۱۹   | ۱٫۳ / ۴        | ۴٫۱۹              | ۱٫۱            | ۲٫۴۳                     | ۲٫۴         | 6.62                    |
| 6    | «با آتش»                        | ۲۶ اکتبر ۲۰۱۵   | ۱٫۵ / ۵        | ۴٫۳۲              | ۱٫۱            | ۲٫۴۳                     | ۲٫۶         | 6.76                    |
| 7    | «هیولا کوچولو مامان»            | ۲ نوامبر ۲۰۱۵   | ۱٫۶ / ۵        | ۴٫۲۷              | ۱٫۱            | ۲٫۷۷                     | ۲٫۷         | 7.04                    |
| 8    | «شب امشب»                       | ۹ نوامبر ۲۰۱۵   | ۱٫۵ / ۴        | ۴٫۱۱              | ۱٫۲            | ۲٫۷۰                     | ۲٫۷         | 6.81                    |
| 9    | «قرص تلخ برای فرورفتن»          | ۲۰۱۵ نوامبر ۱۶  | ۱٫۵ / ۵        | ۴٫۳۵              | ۱٫۱            | ۲٫۴۶                     | ۲٫۶         | 6.79                    |
| 10   | «پسر گاتهام»                    | ۲۰۱۵ نوامبر ۲۳  | ۱٫۴ / ۴        | ۴٫۰۰              | ۱٫۰            | ۲٫۴۹                     | ۲٫۴         | 6.49                    |
| 11   | «بدتر از یک جرم»                | ۲۰۱۵ نوامبر ۳۰  | ۱٫۶ / ۵        | ۴٫۵۱              | ۱٫۰            | ۲٫۴۲                     | ۲٫۶         | 6.93                    |
| 12   | «آقای فریز»                     | ۲۹ فوریه ۲۰۱۶   | ۱٫۵ / ۵        | ۴٫۱۲              | ۱٫۰            | ۲٫۴۴                     | ۲٫۵         | 6.57                    |
| 13   | «یک مرد مرده احساس سردی نمی‌کند» | ۷ مارس ۲۰۱۶     | ۱٫۵ / ۵        | ۴٫۵۴              | ۱٫۰            | ۲٫۲۳                     | ۲٫۵         | 6.77                    |
| 14   | «این توپ از گلدان و پستی»       | ۱۴ مارس ۲۰۱۶    | ۱٫۳ / ۴        | ۴٫۰۱              | ۱٫۰            | ۲٫۳۱                     | ۲٫۳         | 6.32                    |
| 15   | «سپیده دم نقره ای»              | ۲۱ مارس ۲۰۱۶    | ۱٫۳ / ۴        | ۳٫۸۹              | ۰٫۸            | ۲٫۰۹                     | ۲٫۱         | 5.98                    |
| 16   | «زندانیان»                      | مارس ۲۸، ۲۰۱۶   | ۱٫۳ / ۵        | ۳٫۸۲              | ۰٫۸            | ۱٫۹۲                     | ۲٫۱         | 5.72                    |
| 17   | «به جنگل»                       | ۱۱ آوریل ۲۰۱۶   | ۱٫۲ / ۴        | ۳٫۷۱              | ۰٫۹            | ۲٫۰۷                     | ۲٫۱         | 5.78                    |
| 18   | «چوب چوپ پنبه»                  | ۱۸ آوریل ۲۰۱۶   | ۱٫۲ / ۴        | ۳٫۷۲              | ۰٫۹            | ۲٫۱۶                     | ۲٫۱         | 5.88                    |
| 19   | «عضرائیل»                       | ۲ مه ۲۰۱۶       | ۱٫۲ / ۴        | ۳٫۵۹              | ۰٫۹            | ۲٫۱۸                     | ۲٫۱         | 5.77                    |
| 20   | «افتتاح شد»                     | مه ۹، ۲۰۱۶      | ۱٫۲ / ۴        | ۳٫۶۷              | ۰٫۹            | ۱٫۹۳                     | ۲٫۱         | 5.61                    |
| 21   | «سپاه وحشتناک»                  | ۱۶ مه ۲۰۱۶      | ۱٫۳ / ۴        | ۳٫۸۴              | ۰٫۸            | ۱٫۸۸                     | ۲٫۱         | 5.72                    |
| 22   | «انتقال»                        | مه ۲۳، ۲۰۱۶     | ۱٫۲ / ۴        | ۳٫۶۲              | ۰٫۸            | ۱٫۹۴                     | ۲٫۰         | 5.55                    |